# Campionato del mondo di scacchi 1934
Il campionato del mondo di scacchi 1934 fu conteso tra il campione in carica Aleksandr Alechin e Efim Bogoljubov. Si svolse in Germania tra il 1º aprile e il 4 giugno; Alekhine conservò il titolo.

## Storia
I due giocatori si erano affrontati già in un campionato del mondo cinque anni prima, dove Alechin aveva vinto nettamente. Questo secondo match non fu ben visto dagli scacchisti del tempo, anche perché Alechin continuava a rifiutare le richieste di Capablanca di un match di rivincita del mondiale del 1927.

## Risultati
Il match fu giocato sulle trenta partite, con la condizione che il vincitore avrebbe dovuto vincere almeno sei partite.
|                              | 1 | 2 | 3 | 4 | 5 | 6 | 7 | 8 | 9 | 10 | 11 | 12 | 13 | 14 | 15 | 16 | 17 | 18 | 19 | 20 | 21 | 22 | 23 | 24 | 25 | 26 | Vittorie | Punti |
| ---------------------------- | - | - | - | - | - | - | - | - | - | -- | -- | -- | -- | -- | -- | -- | -- | -- | -- | -- | -- | -- | -- | -- | -- | -- | -------- | ----- |
| Aleksandr Alechin ( Francia) | ½ | 1 | ½ | 1 | ½ | ½ | ½ | ½ | 0 | 1  | ½  | ½  | ½  | ½  | ½  | 1  | 1  | ½  | ½  | ½  | 1  | ½  | 0  | 0  | 1  | ½  | 8        | 15½   |
| Efim Bogoljubov ( Germania)  | ½ | 0 | ½ | 0 | ½ | ½ | ½ | ½ | 1 | 0  | ½  | ½  | ½  | ½  | ½  | ½  | 0  | 0  | ½  | ½  | 0  | ½  | 1  | 1  | 0  | ½  | 3        | 10,5  |